# Moulin de Saint-George
Le moulin de Saint-George est un moulin à eau actionnant une ancienne scierie situé sur le territoire de la commune vaudoise de Saint-George, en Suisse.

## Histoire
La première mention d'un moulin à eau sur le cours d'un affluent de la Saubrette remonte à 1548 ; les premiers propriétaires sont deux frères Rochat originaires du village de L'Abbaye ; leurs descendants en continueront l'exploitation pendant plus de 160 ans, jusqu'en 1693 où il devient propriété de la commune.
En 1816, une scie hydraulique est installée dans le moulin, dont la roue est alimentée par l'eau de deux étangs. À 62 ans, en 1837, Jean Samuel Rochat vend le moulin et toutes ses dépendances aux frères Jean-Louis et Jean-Henri Germain, qui entreprennent alors la reconstruction complète non seulement des mécanismes, mais aussi du bâtiment, avec l'aide de la commune qui fournit des bois de charpente.

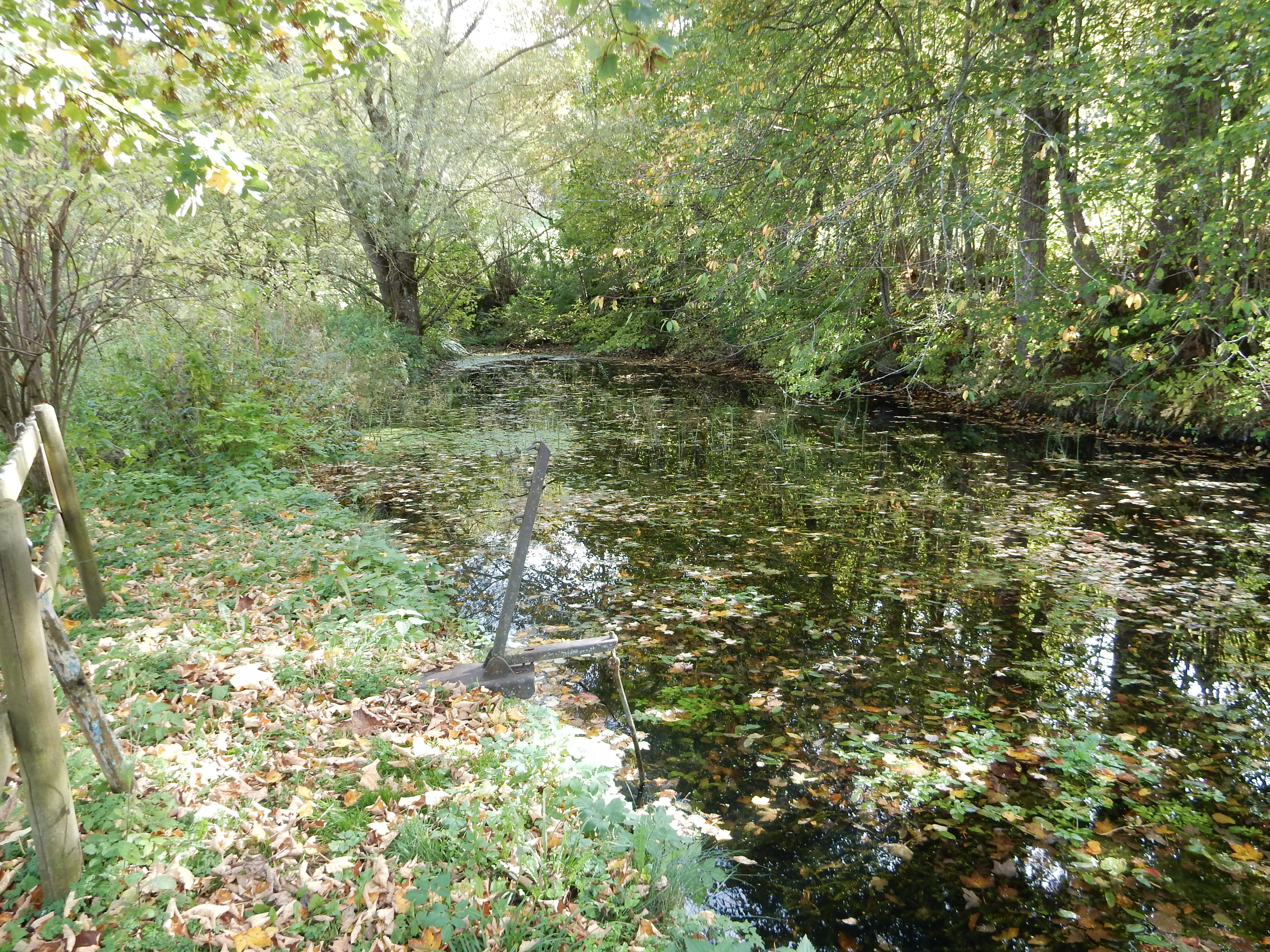
Étang d'alimentation
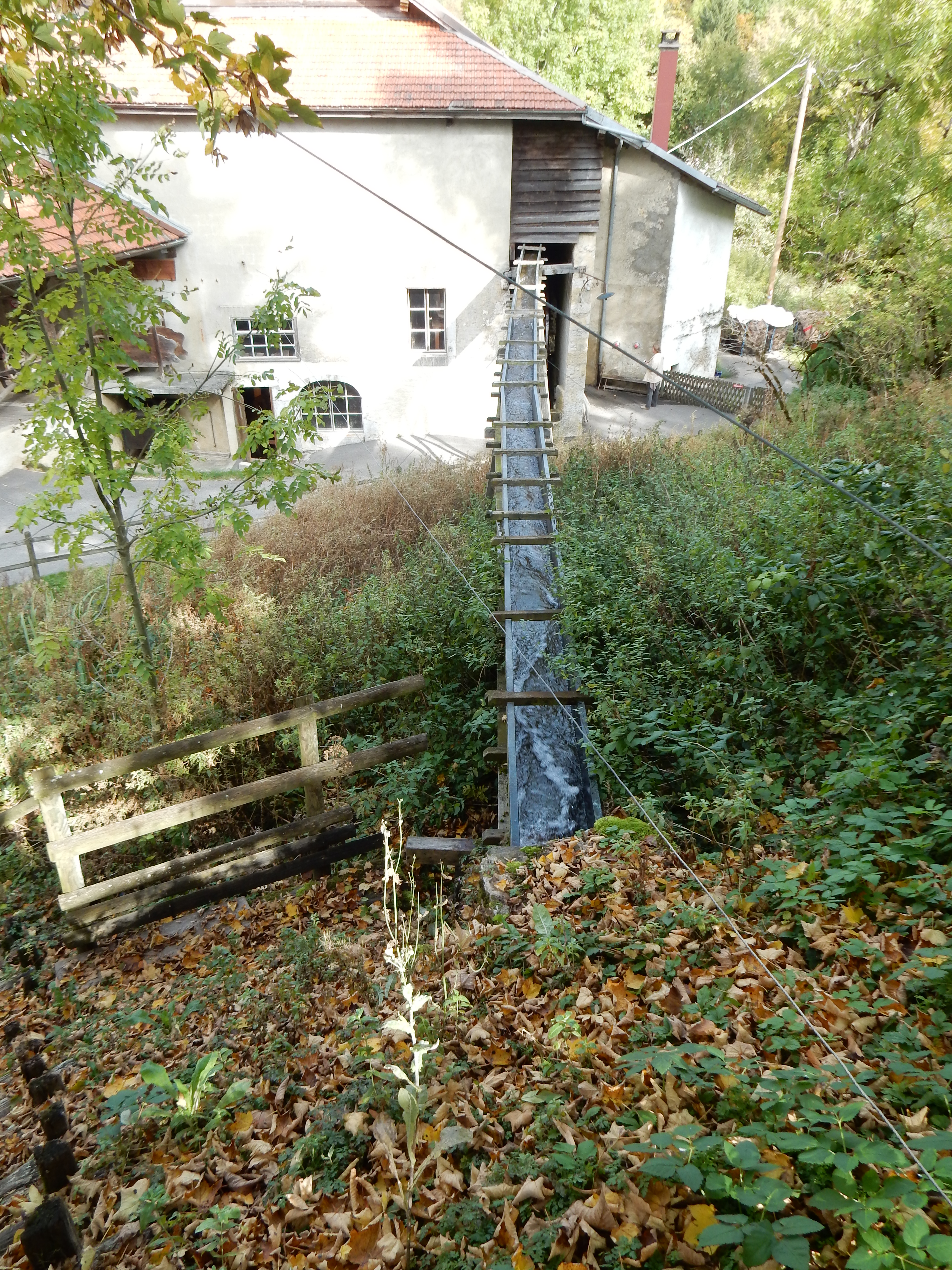
Canal d'amenée d'eau
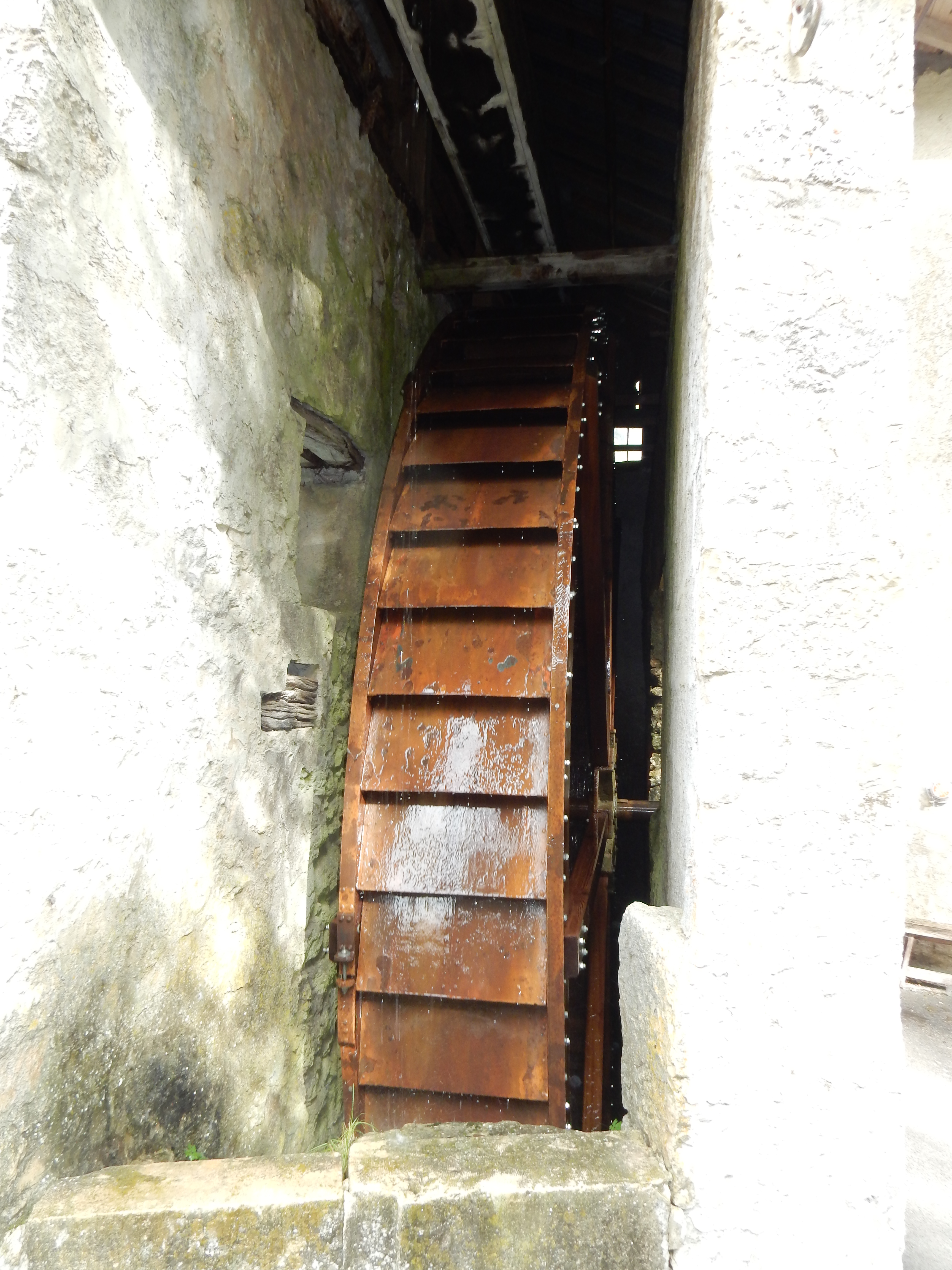
Roue à godets, bois et métal
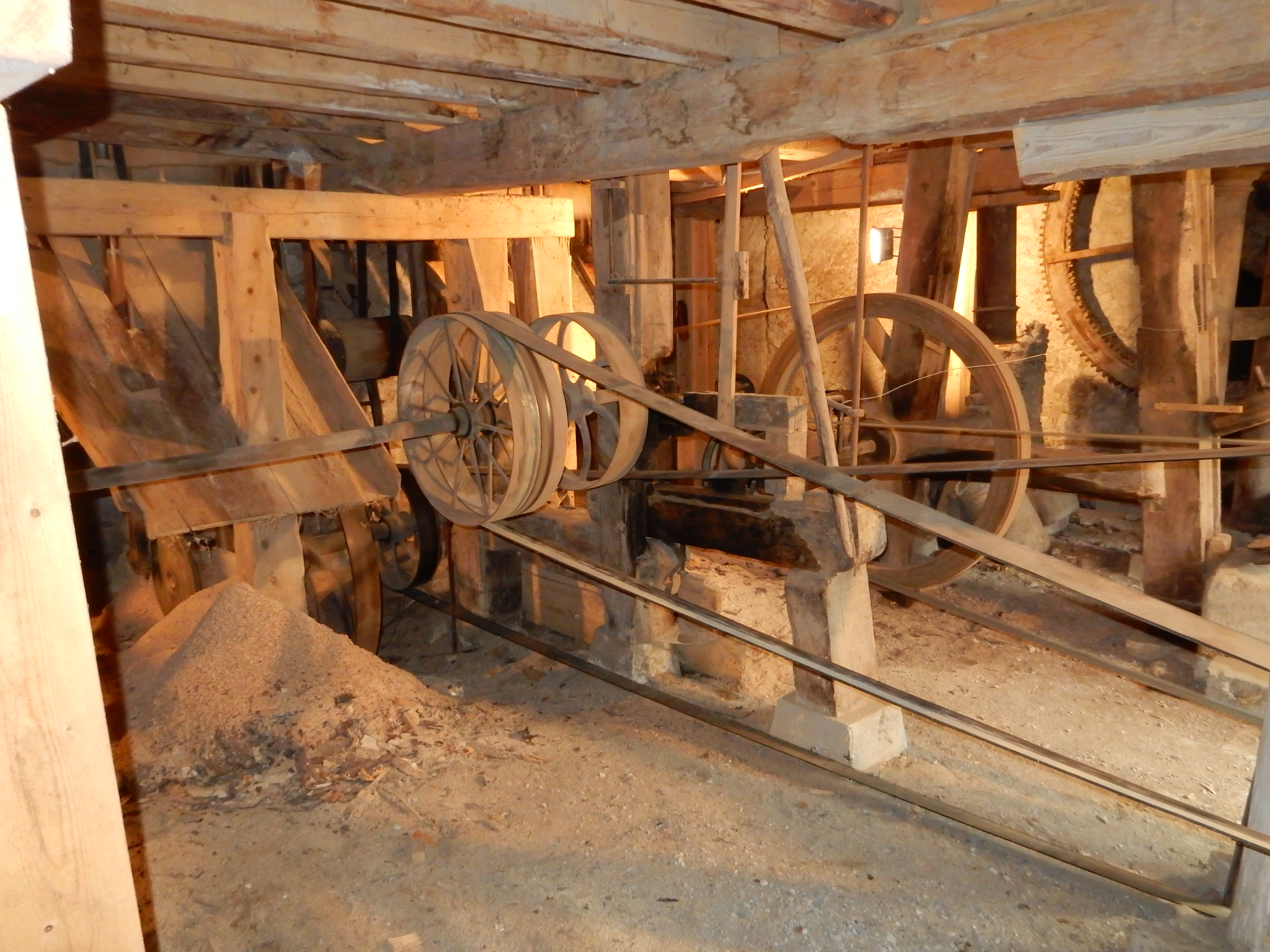
Démultiplication du mouvement au moyen de courroies et poulies
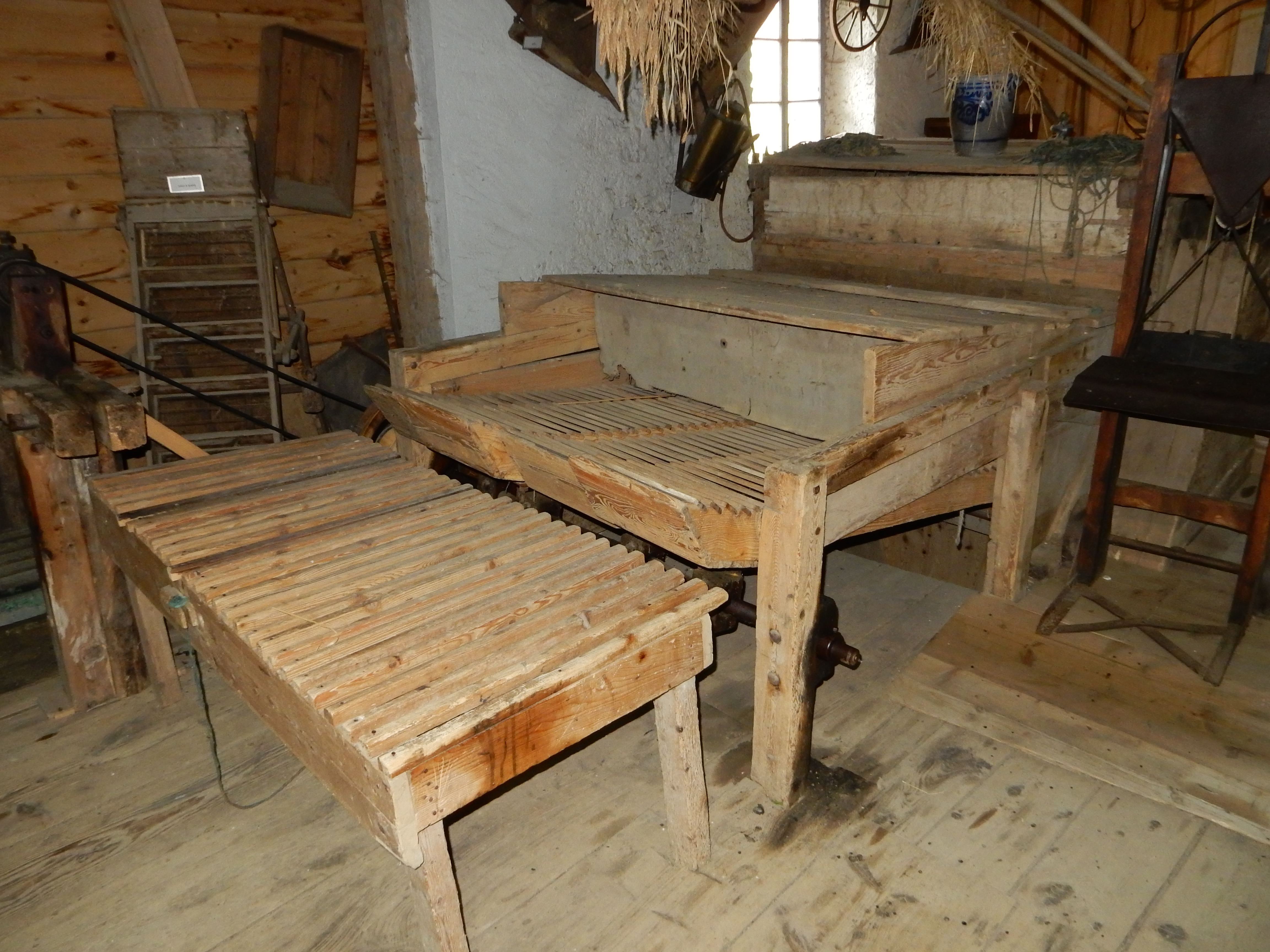
Sortie du battoir à blé
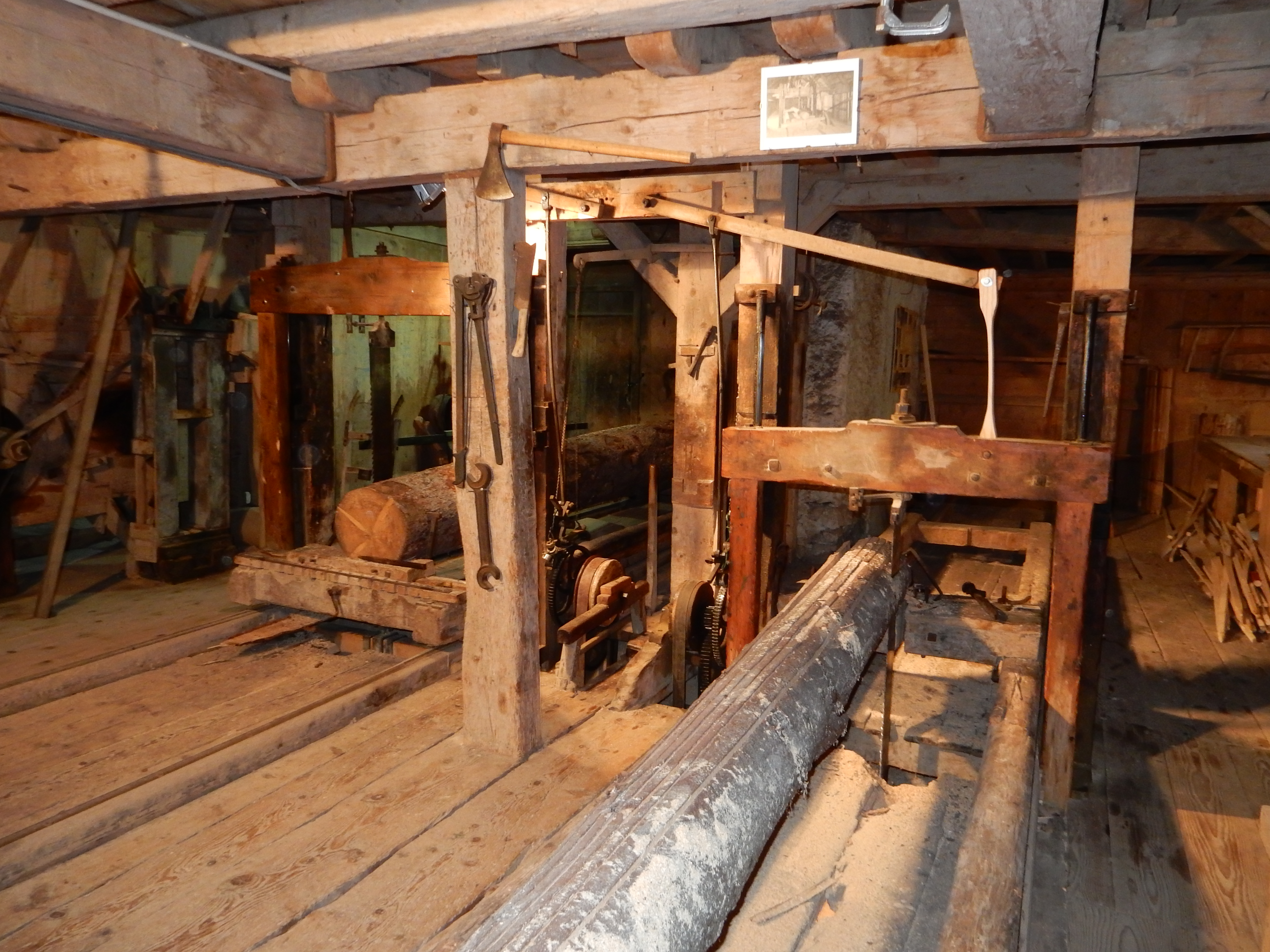
Scies en action
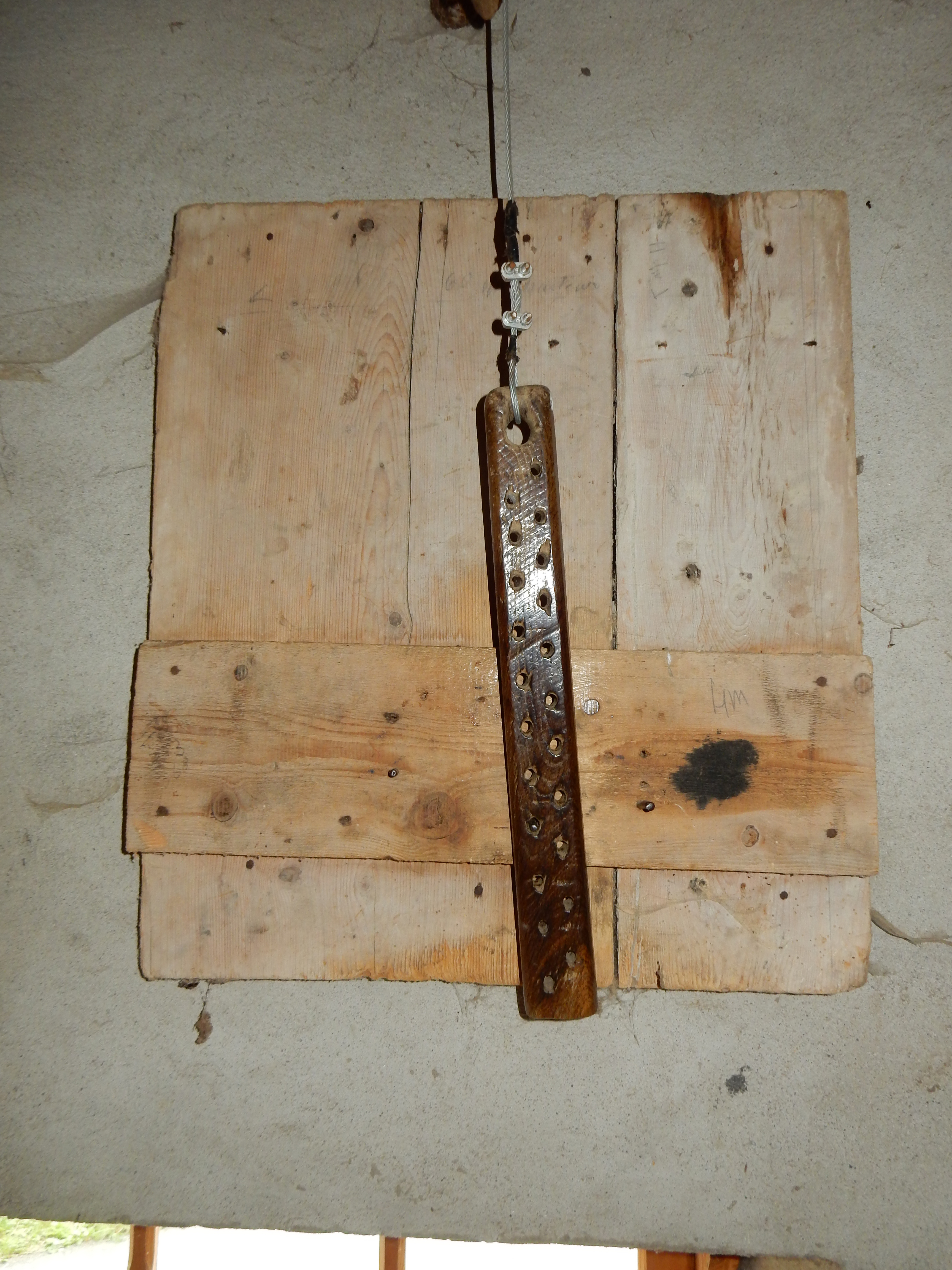
Réglage du débit d'eau

L'ensemble est exploité par la famille Germain jusqu'en 1872, puis par la famille Renaud jusqu'à l'arrêt en 1983.
L'étang d'accumulation, d'une contenance de 520 m3, voit son eau conduite jusqu'à la roue par un canal en planches, long de 24 m, qui a été reconstruit en 1983. La roue, de 6,54 m de diamètre, comprend 64 augets en tôle et en sapin, chacun d'une capacité de 60 litres. Cette roue, actionné par le poids de l'eau plutôt que par sa vitesse à son arrivée sur la roue, développe une puissance de 3,3 ch environ à 4 tr/min. Cette rotation très lente est alors démultipliée à l'intérieur du moulin par un système complexe de transmissions, grâce à des roues intermédiaires actionnées par des roues dentées et des courroies. Le réglage de l'alimentation en eau se fait au moyen d'une simple planchette à trous.
Le moulin, vendu à des mécènes en 1983, a été classé monument historique, est inscrit comme bien culturel suisse d'importance nationale. La Fondation pour la sauvegarde du patrimoine de Saint-George a pris en charge, dès 1984, la restauration du moulin et son entretien. Il est l'un des rares moulins à eau encore en activité dans notre région et offre plusieurs fois par année  la possibilité de voir l'ensemble des installations en action. Un petit musée y présente une riche collection d'outils anciens.

## Film
Bernard Romy, Le dernier paysan scieur, 16 mm couleur, son magnétique, 29 minutes (existe aussi en son VHS). Société de développement 1261 Saint-George.